# Melaenornis edolioides
Melaenornis edolioides là một loài chim trong họ Muscicapidae.